# 上费村砖碑楼
上费村砖碑楼，位于山西省运城市稷山县清河镇上费村东南角，汾河南岸的峨眉塬上，是一座砖雕碑楼。为该村的两处稷山县文物保护单位之一（另一处为关帝庙）。
上费村李氏砖碑楼是一座懿行碑，立于清道光二十八年戊申（1848年）六月十二日，系上费村乡耆翟义鳌，陈万年，王永魁，李浚等人，为感念巨富李文魁（字安邦，号称李百万，例授儒林郎吏部候选州同）、李武魁（字定国，已故监生）兄弟在丙午年（1846年）乐善好施、仗义疏财、捐金买粟、赈济灾民的善举，而集资修建。碑题“邑乡绅士李安邦李定国伯仲氏散粟义行碑”，由当时的稷山县知事李景椿（云南人，赐进士出身，诰授奉政大夫同知衔）所撰，儒学廪膳生员汾阴李如圭书写。。
碑楼坐北朝南，通高8.3米，单檐歇山顶。碑楼上部为仿木斗拱砖雕，顶部雕刻颇为生动，精美奢华
。
正面匾题“棣萼交辉”，楹联“德聚荆庭雁序鸰原同切解悬之志，恩深梓里鸠形鹄面群歌续命之田”；背面匾题“菽粟成仁”，楹联：“俭以养廉修其孝悌忠信，积而能散与尔邻里乡党”。背面已砌入民宅内。
2010年5月26日，上费村砖碑楼公布为稷山县文物保护单位。
李百万的李家大院在村北，荒废已久，仅存少数几处精美的砖雕门楼。